# کالج اجتماعی بارستو
کالج اجتماعی بارستو یک کالج عمومی در بارستو، کالیفرنیا است. این یک کالج با پذیرش آزاد است که به بیش از ۳۷۰۰ دانشجو در برنامه‌های مدرک و گواهی با تقریباً ۱۲۰ هیئت علمی خدمت می‌کند.
تیم‌های ورزشی این کالج به عنوان وایکینگ‌ها شناخته می‌شوند.